# Liliane Tiger
Liliane Tiger (ur. 13 marca 1985 w Pradze) – czeska aktorka pornograficzna. Występowała także jako Lilian Tiger, Lillianne Tiger

## Życiorys

### Wczesne lata
Urodziła się w Pradze. Ukończyła szkołę z tytułem technika usług fryzjerskich.

### Kariera
W wieku 17 lat zdecydowała się na karierę w branży porno. 15. Styczeń  2003 w Pradze wzięła udział w serii Casting X Pierre’a Woodmana.
W 2003 wzięła udział w produkcjach Hustler Video: Hustler Casting Couch 4, Anal Intensive 8 i Hustler XXX 21 w reżyserii Pierre’a Woodmana, a także filmie Evil Angel Anal Friendly w reż. Nacho Vidala. Współpracowała z takimi reżyserami jak Christoph Clark na planie Euro Angels Hardball 24 (2004), Toni Ribas – First Class Euro Sluts 4 (2004), Manuel Ferrara – Anal Expedition 3 (2004), Steve Holmes – Perversions 2 (2005), Erik Everhard – Anal Cavity Search 1 (2005) czy Mick Blue – Meet The Fuckers 2 (2005).
W 2005 była nominowana do AVN Award w kategorii „Najlepsza wykonawczyni zagraniczna roku” obok takich gwiazd jak Cristina Bella, Niki Belucci, Sandra Romain, Aneta Brawn, Mandy Bright, Melanie Coste, Jane Darling, Rita Faltoyano, Cindy Lords, Katsumi czy Julie Silver. Ta nagroda amerykańskiego czasopisma „Adult Video News” w tej kategorii trafiła jednak do Katsumi. W kolejnych latach ponownie zdobyła nominację do AVN Award w kategorii „Najlepsza wykonawczyni zagraniczna roku”.
Wystąpiła też w scenach w filmach Raula Cristiana: Sperm Swap 1 (2007) z Frankiem Majorem i Pop Swap 2 (2010) z Mugurem.
W 2008 firma Private wydała film Private Life of Liliane Tiger z udziałem takich wykonawców jak Rebeca Linares, Max Cortés, Frank Gun i Jay Lassiter.

## Nagrody i nominacje
| Rok  | Nagroda   | Kategoria                                | Film                               | Inni wykonawcy                              | Rezultat  |
| ---- | --------- | ---------------------------------------- | ---------------------------------- | ------------------------------------------- | --------- |
| 2005 | AVN Award | Wykonawczyni zagraniczna roku            | –                                  | –                                           | Nominacja |
| 2006 | AVN Award | Wykonawczyni zagraniczna roku            | –                                  | –                                           | Nominacja |
| 2007 | AVN Award | Najlepsza scena w zagranicznej produkcji | Rocco's More Sluts in Ibiza (2006) | Max Cortés, Roberto Chivas i Rocco Siffredi | Nominacja |
| 2007 | AVN Award | Wykonawczyni zagraniczna roku            | –                                  | –                                           | Nominacja |
| 2008 | AVN Award | Wykonawczyni zagraniczna roku            | –                                  | –                                           | Nominacja |